# Tetsuya Tsutsui
Tetsuya Tsutsui (筒井哲也?, Tsutsui Tetsuya; 17 novembre 1974) è un fumettista giapponese.

## Biografia
Nato della prefettura di Aichi, si è avvicinato al manga grazie alla lettura adolescenziale di Devilman di Gō Nagai. Ha cominciato pubblicando nel 2002 alcuni one-shot sul suo sito web pn221.com, prima di esordire nell'agosto dello stesso anno sulle pagine di Monthly Shōnen Jump. Tuttavia, sono le sue opere su internet ad attirare l'attenzione delle case editrici: nel 2004 un'etichetta francese farà uscire in volume Duds Hunt, originariamente apparso su internet due anni prima, spingendo la Square Enix a pubblicarlo in Giappone e a fare lo stesso con le due opere successive di Tsutsui.
Il suo primo manga serializzato su una rivista è Reset su Young Gangan (dal 2004 al 2005), seguito dalla sua prima opera multi-volume, Manhole. Nel 2007 è brevemente tornato a pubblicare sul suo sito web con Collector.
Dopo uno iato durato quasi cinque anni, è tornato nel 2011 con Prophecy, che ha segnato il suo passaggio dalla Square Enix alla Shūeisha.

## Opere

### Web
- Fool's Paradise (2002)
- Sogni a occhi aperti (多重夢?, Tajū yume) (2002)
- Duds Hunt (ダズハント?) (2002)
- Tomomi-san no kyūjitsu (友美さんの休日?) (2003)
- Collector (コレクター?) (2007)

### Su rivista
- Saijaku kenjūshi Rubik (最弱拳銃士ルービック?) (2002)
- Reset (リセット?) (2004—05)
- Manhole (マンホール?) (2004—06)
- Prophecy (予告犯?, Yokokuhan) (2011—13)
- Yokokuhan: The Coypcat (予告犯―THE COPYCAT―?) (2014—15) - solo testi
- Poison City (有害都市?, Yūgai toshi) (2014—15)
- Noise (ノイズ?) (2017—20)
- Neeting Life (ニーティング・ライフ?) (2021—23)